# Aplogruppo

Filogenesi degli aplogruppi del cromosoma Y evolutisi a partire da un aplotipo progenitore (MRCA = Most recent common ancestor). Le lettere indicano gli aplogruppi, ciascuno di essi è rappresentato da più aplotipi (non mostrati).

L'aplogruppo (dal greco: απλούς, haploûs, "unico, semplice") in genetica, definisce un gruppo di aplotipi tra loro differenti, tutti però originati dallo stesso aplotipo ancestrale (l'antenato), che condividono una specifica mutazione genetica. Semplificando e per estensione, un aplogruppo definisce un gruppo di persone tra loro differenti, che però condividono un antenato comune. 

## Descrizione
In particolare, tutti gli aplotipi  di un aplogruppo mostrano specifiche mutazioni a singolo nucleotide  (SNPs) presenti nell'aplotipo ancestrale, più ulteriori polimorfismi, che li rendono specifici e distinguibili dagli altri aplotipi; queste mutazioni sono come dei segni ereditati, che identificano un aplogruppo e che sono trasmesse di generazione in generazione. Gli aplotipi ancestrali sono condivisi da tutti i membri dell'aplogruppo e rappresentano la firma genetica distintiva di quel gruppo, perciò sono molto utilizzati negli studi di evoluzione molecolare, perché è possibile determinare a quale aplogruppo appartiene un individuo analizzando il suo DNA.
In genetica umana, i più studiati sono l'aplogruppo del cromosoma Y (Y-DNA) e l'aplogruppo del DNA mitocondriale (mtDNA), che possono essere utilizzati per definire le popolazioni genetiche. Y-DNA ha il vantaggio di essere trasmesso solo attraverso l'eredità paterna (da padre a figlio), mentre il DNA mitocondriale viene trasmesso solo attraverso quella materna. Quindi Y-DNA e mtDNA possono cambiare solo tramite mutazione e non per ricombinazione di materiale genetico tra genitori. Per questo motivo gli aplogruppi regionali non ricombinante del cromosoma Y (NRY) e quelli del DNA mitocondriale (mtDNA) sono particolarmente significativi negli studi filogenetici, tassonomici ed evoluzionistici.

## Classificazione degli aplogruppi
Gli aplogruppi vengono classificati sulla base di marcatori genetici, in particolare utilizzando gli SNPs, oppure attraverso l'analisi dei polimorfismi di restrizione enzimatica (RFLPs).  
Ogni aplogruppo ha origine da un singolo aplogruppo antecedente (o paragruppo), e rimane a farne parte. Pertanto, qualsiasi gruppo correlato di aplogruppi, può essere modellato con precisione, attraverso una gerarchia nidificata, in cui ogni insieme (aplogruppo) è anche un sottoinsieme di un singolo insieme più ampio. Per il processo inverso di specificazione, gli aplogruppi possono essere ulteriormente suddivisi in sottocladi. 
Gli aplogruppi sono normalmente identificati da una lettera iniziale dell'alfabeto, e le successive specificazioni consistono in ulteriori combinazioni di numeri e lettere, come (ad esempio) A → A1 → A1a; questa nomenclatura alfabetica è stata proposta per la prima volta nel 2002. 

## Formazione degli aplogruppi
Aplogruppo ancestrale
     Aplogruppo A (Hg A)
     Aplogruppo B (Hg B)

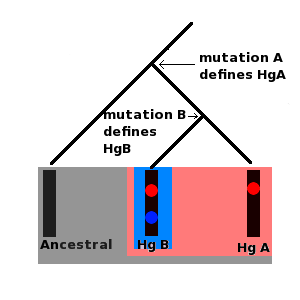
Aplogruppo ancestrale
Aplogruppo A (Hg A)
Aplogruppo B (Hg B)Tutte queste molecole fanno parte dell'aplogruppo ancestrale, ma ad un certo punto si è verificata una mutazione A nella molecola ancestrale che ha prodotto una nuova stirpe. Questo è un aplogruppo ed è definito dalla mutazione A. Più recentemente, una nuova mutazione B si è verificata in una persona che porta l'aplogruppo A. La mutazione B definisce l'aplogruppo B. L'aplogruppo B è un sottogruppo, o subclade, dell'aplogruppo A. Inoltre l'aplogruppo A e B sono sottogruppi dell'aplogruppo ancestrale.

I mitocondri sono piccoli organuli che si trovano nel citoplasma delle cellule eucariotiche. Il loro scopo primario è quello di fornire energia alla cellula. Si pensa che i mitocondri discendano da batteri simbionti a vita libera. Una indicazione di ciò è che ognuno contiene un DNA circolare, chiamato DNA mitocondriale (mtDNA), la cui struttura è più simile a quella dei batteri che ad organismi eucarioti (teoria endosimbiontica). La stragrande maggioranza del DNA di un essere umano è contenuto nei cromosomi nel nucleo della cellula, ma il mtDNA è un'eccezione.
Un individuo eredita il citoplasma, e gli organuli che questo contiene, esclusivamente dalla madre, in quanto questi sono derivati dall'ovulo (cellula uovo), mentre gli spermatozoi trasportano solo DNA cromosomico (modificazione necessaria al fine di mantenere la motilità). Quando si verifica una mutazione nel mtDNA, questa viene trasmessa in linea diretta tramite la discendenza femminile. Queste mutazioni, che derivano da errori nella duplicazione del DNA e che si presenteranno nella popolazione discendente con una frequenza superiore all'1% sono le SNP che definiscono un certo aplogruppo.
In genetica gli aplogruppi del cromosoma Y sono raggruppamenti di aplotipi dati da polimorfismi nella regione non ricombinante del DNA. Il cromosoma Y ancestrale (definito "di Adamo") è quello appartenuto a un maschio teorico che rappresenta il più recente progenitore comune (MRCA, Most Recent Common Ancestor) di tutti i maschi attuali. La prima separazione dal tipo ancestrale teorico deriva dalla mutazione M91 che definisce l'aplogruppo A; tutti gli altri aplogruppi derivano da BR.
I cromosomi Y umani sono specifici cromosomi sessuali maschili: quasi tutti gli esseri umani che possiedono un cromosoma Y saranno morfologicamente maschili. Quindi i cromosomi Y vengono passati da padre in figlio. Infatti anche se il cromosoma Y si trova nel nucleo cellulare insieme al cromosoma X, dei due ricombinano solo le estremità mentre il restante 95% del cromosoma Y non si ricombina. Quando nel cromosoma Y sorgono mutazioni (SNPs), queste vengono passate direttamente da padre in figlio in una linea diretta di discendenza maschile. Il cromosoma Y e mtDNA pertanto condividono proprietà specifiche.
Altri cromosomi, come gli autosomi e i cromosomi X femminili, condividono il loro materiale genetico durante la meiosi (un particolare tipo di divisione cellulare che si verifica ai fini della riproduzione sessuale) tramite crossing over (che porta alla ricombinazione). Effettivamente questo significa che il materiale genetico di questi cromosomi si confonde in ogni generazione, e così qualsiasi nuova mutazione si tramanda casualmente dai genitori ai figli.
La caratteristica delle mutazioni sull'Y-DNA e sull'mtDNA è che queste rimangono fisse in posizione sul DNA. E questo permette anche di dedurre la sequenza storica di queste mutazioni. 
Per esempio, se una serie di dieci cromosomi Y (derivati da dieci uomini diversi) contiene una mutazione A, ma solo cinque di questi cromosomi contengono una seconda mutazione B, evidentemente la mutazione B si è verificata dopo la mutazione A. Inoltre, tutti i dieci uomini che portano il cromosoma con la mutazione A sono i discendenti diretti, di linea maschile, dello stesso uomo che è stato il primo a portare questa mutazione. Il primo uomo a portare la mutazione B era esso stesso un discendente diretto di linea maschile di quest'uomo, ma era anche il diretto antenato di linea maschile di tutti gli uomini che portano mutazioni B. 
Serie di mutazioni come queste permettono di determinare i lignaggi molecolare. Inoltre, ogni mutazione definisce un insieme di cromosomi Y specifico chiamato aplogruppo. Tutti gli uomini che trasportano una mutazione A formano un aplogruppo singolo, tutti gli uomini che trasportano mutazioni B fanno parte di questo aplogruppo, ma la mutazione B definisce anche un aplogruppo più recente (che è un sottogruppo) di propri uomini che le portano entrambe.
Sia gli mtDNA sia gli Y-DNA sono raggruppati in lignaggi e aplogruppi, che spesso vengono rappresentati come diagrammi.

## Aplogruppi nella genetica delle popolazioni
Si suppone che ci sia una piccola selezione naturale a favore o contro particolari mutazioni di aplotipi che sono stati mantenuti fino ad oggi. Oltre al tasso di mutazione (che può variare da un marker all'altro), il principale motore della genetica delle popolazioni, che interessa le proporzioni degli aplotipi in una popolazione, è la deriva genetica. Questo fa sì che la prevalenza di un segno particolare in una popolazione continui a vacillare, fino a toccare il 100% oppure a sparire completamente da una popolazione. In una popolazione numerosa, con un'efficiente mescolanza, il tasso di deriva genetica per gli alleli più comuni è molto basso; ma negli incroci in una piccola popolazione le proporzioni possono cambiare molto in fretta. 
Le variazioni geografiche e la concentrazione di particolari aplotipi e aplogruppi sono testimonianze distintive degli eventi ripetuti che portano alla separazione o all'aumento di una popolazione. Il lignaggio di un aplotipo, che può essere tracciato a partire dal presente, non riflette la variazione genetica totale della popolazione antica: con la deriva genetica alcune varianti possono essere state perse.
Il costo complessivo dei test di sequenziamento dell'Y-DNA e dell'mtDNA ha limitato fino ad ora la sua disponibilità, ma questi costi sono scesi drasticamente nell'ultima decade, e ciò ha reso possibile lo studio di questi aplogruppi nell'ambito della genetica delle popolazioni.

### Aplogruppi del DNA del cromosoma Y umano
Gli aplogruppo del DNA del cromosoma Y umano (Y-DNA) sono denominati dalla A alla T e sono ulteriormente suddivisi con numeri e lettere minuscole. La designazione di questi aplogruppi viene effettuata dall'Y Chromosome Consortium (Consorzio del cromosoma Y).
Cromosoma Y Adamo è il nome dato dai ricercatori all'uomo che rappresenta il più recente antenato patrilineare comune (lignaggio maschile).
Nel corso del tempo, il DNA del cromosoma Y può subire piccole mutazioni stabili ed ereditabili, chiamate SNPs (Single Nucleotide Polymorphisms, cioè cambiamenti di una singola "lettera" del DNA). Ogni volta che si verifica una mutazione significativa (SNP), si può formare un nuovo ramo, cioè un nuovo aplogruppo; in alcuni casi gli aplogruppi sono indeintificati da più di una mutazione.

### Aplogruppi del DNA mitocondriale umano
Gli aplogruppi del mtDNA umano sono nominati:
Aplogruppo A (mtDNA), 
Aplogruppo B (mtDNA), 
Aplogruppo C (mtDNA), 
Aplogruppo CZ (mtDNA), 
Aplogruppo D (mtDNA), 
Aplogruppo E (mtDNA), 
Aplogruppo F (mtDNA), 
Aplogruppo G (mtDNA), 
Aplogruppo H (mtDNA), 
Aplogruppo HV (mtDNA), 
Aplogruppo I (mtDNA), 
Aplogruppo J (mtDNA), 
Aplogruppo pre-JT (mtDNA), 
Aplogruppo JT (mtDNA), 
Aplogruppo K (mtDNA), 
Aplogruppo L0 (mtDNA), 
Aplogruppo L1 (mtDNA), 
Aplogruppo L2 (mtDNA), 
Aplogruppo L3 (mtDNA), 
Aplogruppo L4 (mtDNA), 
Aplogruppo L5 (mtDNA), 
Aplogruppo L6 (mtDNA), 
Aplogruppo M (mtDNA), 
Aplogruppo N (mtDNA), 
Aplogruppo O (mtDNA), 
Aplogruppo P (mtDNA), 
Aplogruppo Q (mtDNA), 
Aplogruppo R (mtDNA),
Aplogruppo R0 (mtDNA),
Aplogruppo S (mtDNA), 
Aplogruppo T (mtDNA), 
Aplogruppo U (mtDNA), 
Aplogruppo V (mtDNA), 
Aplogruppo W (mtDNA),
Aplogruppo X (mtDNA), 
Aplogruppo Y (mtDNA),
Aplogruppo Z (mtDNA).
La più recente versione aggiornata della struttura del DNA mitocondriale è gestita da Mannis van Oven sul sito PhyloTree (http://www.phylotree.org).
Eva mitocondriale è il nome dato dai ricercatori alla donna considerata la più recente antenata matrilineare comune (lignaggio femminile).

### Definizione delle popolazioni

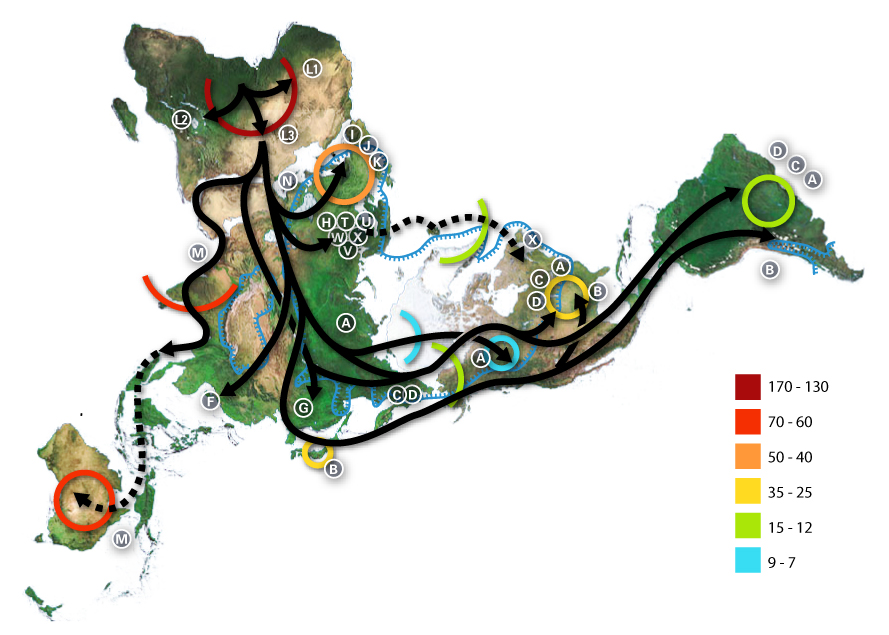
Mappa della migrazione degli aplotipi umani, basata sul DNA mitocondriale.

Gli aplogruppi possono essere utilizzati per definire le popolazioni genetiche e sono spesso orientati geograficamente.
Per esempio, quelle riportate di seguito sono comuni classificazioni degli aplogruppi dell'mtDNA:
- Africani: Aplogruppi L0, L1, L2, L3, L4, L5, L6.
- Eurasiatici occidentali: Aplogruppi H, T, U, V, X, K, I, J, W (tutti gli aplogruppi eurasiatici occidentali elencati derivano da un macro-aplogruppo: aplogruppo N).
- Eurasiatici orientali: Aplogruppi A, B, C, D, E, F, G, Y (gli aplogruppi C, D, E, G, derivano da un macro-aplogruppo: aplogruppo M).
- Nativi Americani: Aplogruppi A, B, C, D, X.
- Australiani: Aplogruppi P, Q, S.

Gli aplogruppi mitocondriali vengono suddivisi in 3 gruppi principali, delineati dalle lettere L, M, N. L'umanità è stata inizialmente scissa all'interno del gruppo L in L0 e L1-6. L1-6 ha dato luogo ad altri gruppi L, uno dei quali, L3, si è scisso nei gruppi M ed N. Il gruppo M comprende la prima ondata migratoria umana fuori dall'Africa seguendo la rotta verso est lungo le aree costiere del sud.
La popolazione discendente, appartenente all'aplogruppo M, è stata ritrovata in tutto l'est Africa, Asia, America, Melanesia; anche se quasi nessun caso è stato trovato in Europa. Il gruppo N potrebbe rappresentare un'ulteriore migrazione fuori dall'Africa verificatasi verso nord invece che verso est. Poco dopo questa migrazione il gruppo N si è scisso originando un grande gruppo R.
L'aplogruppo R consiste in due sottogruppi definiti sulla base della loro distribuzione geografica: uno ritrovato nel sudest asiatico e nell'Oceania, mentre l'altro comprende quasi tutte le moderne popolazioni europee. L'aplogruppo N (xR) comprende l'mtDNA appartenente al gruppo N ma non al suo sottogruppo R, ed è tipico della popolazione aborigena australiana, ma è anche presente, in bassa frequenza, all'interno di molte popolazioni dell'Eurasia e delle Americhe.
Il tipo L comprende quasi tutti gli africani.
Il tipo M comprende:
M1- Popolazione dell'Etiopia, Somali e Indiani. Probabilmente è dovuto all'enorme flusso genico tra il Corno d'Africa e la Penisola arabica (Arabia Saudita, Yemen, Oman), separati solo da uno stretto canale tra il Mar Rosso e lo Stretto di Aden.
CZ- Molti Siberiani; la branca C- Alcuni Amerindi; la branca Z- Molti Saami, alcuni Coreani, alcuni Cinesi del nord, alcune popolazioni dell'Asia centrale.
D- Alcuni Amerindi, molti Siberiani ed Asiatici del nordest.
E- Malesi, popolazione del Borneo, Filippini, Aborigeni Taiwanesi, popolazione della Papua Nuova Guinea.
G- Molti Siberiani del nordest, Asiatici del nordest, Asiatici centrali.
Q- Melanesiani, Polinesiani, popolazione della Nuova Guinea.
Il tipo N comprende:
A- Ritrovato in alcuni Amerindi, Giapponesi, Coreani.
I- 10% della frequenza in Europa del nord e dell'est.
S- Alcuni aborigeni Australiani.
W- Alcuni Europei dell'est, Asiatici del sud e del sudest.
X- Alcuni Amerindi, Siberiani del sud, Asiatici del sudovest ed Europei del sud.
Y- Molti Nivkhs ed Ainus; 1% in Siberia del sud.
R- Grande gruppo scoperto insieme al tipo N. Le popolazioni in esso comprese possono essere divise geograficamente in Eurasia ovest ed Eurasia est. Tutta la popolazione europea ed una grossa percentuale della popolazione del Medio Oriente sono oggi comprese in questo tipo. Una piccola percentuale è contenuta in un altro sottogruppo del tipo N.
Di seguito sono elencati i sottogruppi del tipo R:
B- Alcuni Cinesi, Tibetani, Mongoli, Asiatici centrali, Coreani, Amerindi, Siberiani del sud, Giapponesi, Australiani.
F- Principalmente ritrovato nell'Asia sudest, specialmente in Vietnam; l'8.3% nell'Isola Hvar in Croazia. 
R0- Ritrovato in Arabia e tra gli Etiopi ed i Somali; comprende la branca HV (branca H; branca V)- Europa, Asia dell'ovest, Nord Africa.
Pre-JT- Sorto in Oriente (moderna area del Libano), ritrovato con il 25% della frequenza nella popolazione beduina; comprende la brancha JT (branca J; branca T)- Europa del nord e dell'est, India, Mediterraneo.
U- Alta frequenza in Scandinavia, paesi baltici, Mediterraneo.

## Sovrapposizione tra Y-aplogruppi e mt-aplogruppi
Le classi di specifici Y-aplogruppi e specifici mt-aplogruppi si sovrappongono, dando l'indicazione che le popolazioni hanno una combinazione specifica di un Y-aplogruppo ed un mt-aplogruppo. Le mutazioni Y e le mutazioni mt non necessariamente si verificano in momenti vicini; quantità differenziate di selezione sessuale tra i due sessi in combinazione con l'effetto fondatore e la deriva genetica possono alterare la composizione in aplogruppi di una popolazione, per cui le sovrapposizioni sono solo in linea di massima.
Le sovrapposizioni, molto approssimative, tra aplogruppi Y-DNA e aplogruppi mtDNA sono le seguenti:
| Y-DNA aplogruppo/i                    | mtDNA aplogruppo/i                                                               | Area geografica e/o popolazione                           |
| ------------------------------------- | -------------------------------------------------------------------------------- | --------------------------------------------------------- |
| A                                     | L0                                                                               | Est dell'Africa, Sud dell'Africa                          |
| B                                     | L1, L4                                                                           | Est dell'Africa, Africa centrale                          |
| E                                     | L2, L3                                                                           | Africa                                                    |
| D, C3, O, N                           | CZ/C/Z, D, G (tipo M); A, N9/Y (tipo N); B, F (tipo R)                           | Est dell'Asia e Siberia                                   |
| K, M (M9-positivo, M45-negativo)      | B, P (tipi R); N; Q (tipo M) così come i vari sottogruppi specifici dell'Oceania | Oceania                                                   |
| R, I, T, J, E (tipi V13, M81, e M123) | R0, HV/H/V, JT/J/T, U/K (tipi R)                                                 | Europa, Ovest dell'Asia, Nord dell'Africa, Corno d'Africa |
| Q                                     | A, X (tipi N); C, D (tipi M)                                                     | Siberia orientale, Americhe                               |

### Annotazioni
1. ↑  Un insieme di marcatori genetici che si trovano sullo stesso cromosoma e che raramente vengono separati durante la trasmissione ereditaria.

### Riferimenti
1. ↑  (EN) Human Migration, su education.nationalgeographic.org. URL consultato il 29 aprile 2025.
2. ↑   Alberi filogenetici degli aplogruppi del cromosoma Y, su Eupedia. URL consultato il 29 aprile 2025.
3. ↑  (EN) Peter A. Underhill e Toomas Kivisild, Use of Y Chromosome and Mitochondrial DNA Population Structure in Tracing Human Migrations (PDF), in Annu. Rev. Genet., vol. 41, 2007,  pp. 539–564. URL consultato il 29 aprile 2025.
4. ↑  (EN) Mitochondrial DNA, su www.genome.gov. URL consultato il 29 aprile 2025.
5. ↑  (EN) Y Chromosome Consortium, A nomenclature system for the tree of human Y-chromosomal binary haplogroups, in Genome Research, vol. 12, n. 2, 2002-02,  pp. 339–348, DOI:10.1101/gr.217602. URL consultato il 29 aprile 2025.
6. ↑   Alberi filogenetici degli aplogruppi del cromosoma Y, su Eupedia. URL consultato il 30 aprile 2025.